# Gooi en Vechtstreek
De regio Gooi en Vechtstreek is gelegen in het zuidoostelijk gedeelte van Noord-Holland, ten oosten van het Amsterdam-Rijnkanaal. Zij omvat het Gooi en het noordelijke deel van de Vechtstreek, en bestaat uit de volgende zeven gemeenten: Blaricum, Eemnes, Gooise Meren, Hilversum, Huizen, Laren (in het Gooi), plus Wijdemeren (in de Vechtstreek). Eemnes ligt in de provincie Utrecht maar participeert toch in de samenwerkingsregio (maar niet in de Veiligheidsregio). De samenwerking is voor de burgers vooral zichtbaar op het gebied van Volksgezondheid (GGD) en vuilnisophaal (GAD).
Tot 1 januari 2022 maakte de gemeente Weesp ook deel uit van het samenwerkingsverband Gooi en Vechtstreek. Deze gemeente heeft dit verband verlaten wegens de fusie met de gemeente Amsterdam per 24 maart 2022.
Gooi en Vechtstreek is het werkgebied van de Veiligheidsregio Gooi en Vechtstreek en is tevens het Noord-Hollandse deel van het werkgebied van Rechtbank Midden-Nederland en de Regionale Eenheid Midden-Nederland van de politie (en van laatstgenoemde een district). De regio neemt deel aan de Metropoolregio Amsterdam (MRA), een bestuurlijk samenwerkingsverband van de provincies Noord-Holland en Flevoland.

## Gooicorridor
De gemeenten in Gooi en Vechtstreek werken vanaf 2020 met andere organisaties samen voor een beter gebruik van de ruimte rond de zogeheten Gooicorridor, de treinverbinding van de regio met Utrecht, Amsterdam en Amersfoort.